# パーシャンパンチ
パーシャンパンチ（Persian Punch、1993年 - 2004年）はアイルランドで生まれ、イギリスで調教を受けたサラブレッドの競走馬である。長距離の競走を得意とするステイヤーで、長く活躍し人気を博した。

## 経歴
イギリス、イングランド、ウィルトシャー州のデヴィッド・エルズワース調教師のウィッツバリーマナーレーシングステーブルという厩舎で調教を受けた。厩舎はデザートオーキッドで知られる。厩務員はデリック・ブラウン。馬主ジェフ・スミスはリトルトンスタッドを所有し、ロックソングやチーフシンガーの勝負服で知られる。
63戦して20勝、19の競走で入着したものの、グループ1競走には勝てず入着止まりであった。しかし、パターンレース13勝はアルドロス、アカテナンゴ、ブリガディアジェラードに並ぶヨーロッパタイ記録である。10歳時には、イギリス長距離三冠競走であるグッドウッドカップとドンカスターカップを優勝したものの、緒戦のアスコットゴールドカップはミスターディノスの2着で「準三冠」となった。ジョッキークラブカップ、ヘンリー2世ステークスはともに3勝している。
2001年と2003年にはカルティエ賞最優秀ステイヤーを受賞した。
2004年4月28日、アスコット競馬場のサガロステークスの競走中に心臓麻痺で死亡した。当時11歳。
死後、パーシャンパンチ記念基金が設立され、フィリップ・ブラッカー作による等身大の青銅像はパーシャンパンチ最後の勝利となった記念日（10月18日）に公開された。

### 競走成績
一部不明。
- 1996年（3歳）6戦3勝
- 1997年（4歳）8戦2勝。ヘンリー2世ステークス（英G3）
- 1998年（5歳）6戦3勝。サガロステークス（英G3）、ヘンリー2世ステークス（英G3）、ロンズデールステークス（英G3）
- 1999年（6歳）6戦1勝
- 2000年（7歳）9戦3勝。ヘンリー2世ステークス（英G3）、ケルゴルレイ賞（仏G2)、ジョッキークラブカップ（英G3）
- 2001年（8歳）7戦2勝。グッドウッドカップ（英G2）、ロンズデールステークス（英G3）
- 2002年（9歳）10戦2勝。ジョッキークラブカップ（英G3）
- 2003年（10歳）9戦4勝。グッドウッドカップ（英G2）、ドンカスターカップ（英G2）、ジョッキークラブカップ（英G3）
- 2004年（11歳）1戦0勝

## 血統表
| パーシャンパンチの血統ボールドルーラー系 / Relance4×5=9.38%、Nasrullah5×5=6.25% | パーシャンパンチの血統ボールドルーラー系 / Relance4×5=9.38%、Nasrullah5×5=6.25% | パーシャンパンチの血統ボールドルーラー系 / Relance4×5=9.38%、Nasrullah5×5=6.25% | （血統表の出典） | （血統表の出典） |
| 父 Persian Heights 1985 栗毛                                                    | 父の父Persian Lad 1975 栗毛                                                     | Bold Lad (IRE)                                                                  | Bold Ruler       | Bold Ruler       |
| 父 Persian Heights 1985 栗毛                                                    | 父の父Persian Lad 1975 栗毛                                                     | Bold Lad (IRE)                                                                  | Barn Pride       |                  |
| 父 Persian Heights 1985 栗毛                                                    | 父の父Persian Lad 1975 栗毛                                                     | Relkarunner                                                                     | Relko            | Relko            |
| 父 Persian Heights 1985 栗毛                                                    | 父の父Persian Lad 1975 栗毛                                                     | Relkarunner                                                                     | Running Blue     |                  |
| 父 Persian Heights 1985 栗毛                                                    | 父の母Ready and Willing 1971 鹿毛                                               | Reliance                                                                        | Tantieme         | Tantieme         |
| 父 Persian Heights 1985 栗毛                                                    | 父の母Ready and Willing 1971 鹿毛                                               | Reliance                                                                        | Relance          |                  |
| 父 Persian Heights 1985 栗毛                                                    | 父の母Ready and Willing 1971 鹿毛                                               | No Saint                                                                        | Narrator         | Narrator         |
| 父 Persian Heights 1985 栗毛                                                    | 父の母Ready and Willing 1971 鹿毛                                               | No Saint                                                                        | Vellada          |                  |
| 母 Rum Cay 1985 栗毛                                                            | 母の父Our Native 1970 鹿毛                                                      | Exclusive Native                                                                | Raise a Native   | Raise a Native   |
| 母 Rum Cay 1985 栗毛                                                            | 母の父Our Native 1970 鹿毛                                                      | Exclusive Native                                                                | Exclusive        |                  |
| 母 Rum Cay 1985 栗毛                                                            | 母の父Our Native 1970 鹿毛                                                      | Our Jackie                                                                      | Crafty Admiral   | Crafty Admiral   |
| 母 Rum Cay 1985 栗毛                                                            | 母の父Our Native 1970 鹿毛                                                      | Our Jackie                                                                      | Mohduma          |                  |
| 母 Rum Cay 1985 栗毛                                                            | 母の母Oraston 1978 栗毛                                                         | Morston                                                                         | Ragusa           | Ragusa           |
| 母 Rum Cay 1985 栗毛                                                            | 母の母Oraston 1978 栗毛                                                         | Morston                                                                         | Windmill Girl    |                  |
| 母 Rum Cay 1985 栗毛                                                            | 母の母Oraston 1978 栗毛                                                         | Orange Cap                                                                      | Red God          | Red God          |
| 母 Rum Cay 1985 栗毛                                                            | 母の母Oraston 1978 栗毛                                                         | Orange Cap                                                                      | Hymette F-No.3-n |                  |